# Кошнар, Ярослав
Ярослав Кошнар (словац. Jaroslav Košnar; 17 августа 1930, Чехословакия — 21 апреля 1985) — чехословацкий футболист словацкого происхождения, игравший на позиции нападающего.

## Карьера

### Клубная
В чехословацкой лиге играл за братиславский «Интер». Данных о других клубах в его карьере нет.

### В сборной
В сборной сыграл два матча: 8 ноября 1953 года против Болгарии (ничья 0:0) и 24 октября 1954 года против Венгрии (поражение 1:4).